# Галузевий державний архів Міністерства внутрішніх справ України
Галузевий Державний архів Міністерства внутрішніх справ України

## Адреса
- 01024 Україна, Київ, вулиця Академіка Богомольця, 10

## Історія
З 1934–1935 — Архів Управління робітничо-селянської міліції НКВС УСРР. З 1935–1971 Архів Першого спецвідділу НКВС, МВС УРСР. З 1972–1974 — Архів Республіканського інформаційного центру при МВС УРСР. З 1974–1986 — Архів Республіканського науково-дослідного інформаційного центру при МВС УРСР. З 1986–1992 Група спецфондів Головного інформаційного бюро при МВС УРСР. З 1986–1994 — Група спецфондів Інформаційного бюро при МВС УРСР. З 1995 — Галузевий державний архів Міністерства внутрішніх справ України, ГДА МВС України.

## Фонди
- 1454 фонди, із них у центральному апараті — 72 фонди, в ГУМВС, УМВС областей — 1304 фонди, в Центральному архіві внутрішніх військ — 78 фондів.
- 3154 тис. од. зб., із них в центральному апараті — 45 тис., в ГУМВС, УМВС областей — 3082 тис., в Центральному архіві внутрішніх військ — 27 тис. за 1918–2001 рр.